# Papua-Nova Guiné nos Jogos Olímpicos de Verão de 2000
A Papua-Nova Guiné participou dos Jogos Olímpicos de Verão de 2000 em Sydney, Austrália.